# Cucudeta zabkai
Espèce
Cucudeta zabkai est une espèce d'araignées aranéomorphes de la famille des Salticidae.

## Distribution
Cette espèce est endémique de la province Hela en Papouasie-Nouvelle-Guinée,.

## Description
La carapace du mâle holotype mesure 1,4 mm de long et l'abdomen 1,4 mm et la carapace de la femelle paratype mesure 1,5 mm de long et l'abdomen 1,7 mm.

## Étymologie
Cette espèce est nommée en l'honneur de Marek Żabka.

## Publication originale
- Maddison, 2009 : New cocalodine jumping spiders from Papua New Guinea (Araneae: Salticidae: Cocalodinae). Zootaxa, no 2021, p. 1-22.